# Временен лист
„Временен лист“ (изписване в оригинал Врѣмененъ листъ) е български вестник, седмичник, излизал в Стара Загора, България, от 1902 до 1903 година.
Вестникът е редактиран от социалиста Иван Кутев и е предназначен за войната на старозагорските социалисти със Старозагорската митрополия и владиката Методий Кусев. Излиза с неопределена честота и от него в 1902 година излизат 22 броя (14 юли – 10 септември), а в 1903 г. – 1 брой на 23 февруари.